# صفحه دریای اژه
صفحه دریای اژه (انگلیسی: Aegean Sea Plate) که با نام‌های صفحه هلنیک و صفحه اژه نیز شناخته می‌شود، یک صفحه زمین‌ساختی کوچک است که در شرق دریای مدیترانه، جنوب یونان و غرب ترکیه واقع شده است. مرز جنوبی این صفحه یک منطقه فرورانش در جنوب جزیره کرت است که در آن محل صفحه آفریقا در حال رانده‌شدن به زیر صفحه دریای اژه است. این صفحه در شمال با صفحه اوراسیا مرز واگرا دارد که باعث شکل‌گیری خلیج کورنیس شده است.